# Célibataire, mode d'emploi
Pour plus de détails, voir Fiche technique et Distribution.
Célibataire, mode d'emploi (How to Be Single) est une comédie américaine réalisée par Christian Ditter et sortie en 2016. Il s'agit de l'adaptation du roman éponyme de Liz Tuccillo.

## Synopsis
Il y a toutes sortes de manières de vivre en célibataire. Il y a ceux qui s'y prennent bien, ceux qui s'y prennent mal. Et puis, il y a Alice, Robin, Lucy, Meg, Tom et David. À New York, on ne compte plus les âmes en peine à la recherche du partenaire idéal, que ce soit pour une histoire d'amour, un plan drague. ou un mélange des deux. Entre les flirts par SMS et les aventures d'une nuit, ces réfractaires au mariage ont tous un point commun : le besoin de redécouvrir le sens du mot célibataire dans un monde où l'amour est en constante mutation. Un vent de libertinage souffle de nouveau sur la ville qui ne dort jamais.

## Fiche technique
- Titre : Célibataire, mode d'emploi
- Titre original : How to Be Single
- Réalisation : Christian Ditter
- Scénario : Dana Fox, Abby Kohn (en) et Marc Silverstein (en), d'après l'œuvre de Liz Tuccillo
- Musique : Fil Eisler et Season Kent
- Montage : Tia Nolan
- Photographie : Christian Rein
- Costumes : Leah Katznelson
- Décors : Chryss Hionis
- Producteur : John Rickard et Dana Fox
  - Coproducteur : Katie Silberman
  - Producteur exécutif : Marcus Viscidi, Richard Brener, Michael Disco, Dave Neustadter, Michele Weiss, Drew Barrymore et Nancy Juvonen
  - Producteur associé : Stefan Mentz
- Production : Flower Films, New Line Cinema, Rickard Pictures, Metro-Goldwyn-Mayer et RatPac-Dune Entertainment
- Distribution : Warner Bros. France
- Pays d'origine : États-Unis
- Durée : 110 minutes
- Genre : Comédie
- Dates de sortie :
  -  Taïwan : 8 janvier 2016
  -  Belgique : 10 février 2016
  -  États-Unis,  Canada : 12 février 2016
  -  France : 2 mars 2016

## Distribution

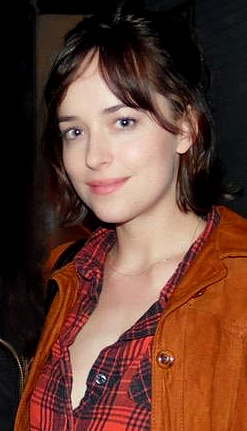
L'actrice principale Dakota Johnson sur le tournage du film en avril 2015.

- Dakota Johnson (VF : Marie Tirmont ; VQ : Rachel Graton) : Alice
- Rebel Wilson (VF : Julia Boutteville ; VQ : Émilie Bibeau) : Robin
- Leslie Mann (VF : Brigitte Aubry ; VQ : Viviane Pacal) : Meg
- Damon Wayans Jr. (VF : Jean-Baptiste Anoumon ; VQ : Tristan Harvey) : David
- Anders Holm (VF : Benoît Du Pac ; VQ : Frédérik Zacharek) : Tom
- Alison Brie (VF : Natacha Muller ; VQ : Catherine Proulx-Lemay) : Lucy
- Nicholas Braun (VF : Marc Arnaud ; VQ : Kevin Houle) : Josh
- Jake Lacy (VF : Sylvain Agaësse ; VQ : François-Simon Poirier) : Ken
- Jason Mantzoukas (VF : Constantin Pappas ; VQ : Patrick Chouinard) : George
- Sarah Ramos : Michelle
- Kay Cannon (VF : Sophie Baranes) : Femme en train d'accoucher

 Source et légende : version française (VF) sur RS Doublage

## Box-office
| Pays ou région | Box-office      | Date d'arrêt du box-office | Nombre de semaines |
| -------------- | --------------- | -------------------------- | ------------------ |
| Mondial        | 108 043 513 $   | 14 avril 2016              | 9                  |
| États-Unis     | 46 843 513 $    | 14 avril 2016              | 9                  |
| France         | 440 652 entrées | 4 mai 2016                 | 9                  |

## Distinctions
| Année | Prix                                     | Catégorie            | Nomination                 | Résultat   |
| ----- | ---------------------------------------- | -------------------- | -------------------------- | ---------- |
| 2017  | 43e cérémonie des People's Choice Awards | Film comédie préféré | Célibataire, mode d'emploi | Nomination |